# Duda Lisboa
Eduarda dos Santos Lisboa, (Aracaju, 1 de agosto de 1998), ou simplesmente "Duda" é uma voleibolista brasileira praticante da modalidade de vôlei de praia. Ganhou vários títulos nas categorias de base, sendo campeã do Campeonato Mundial Escolar de 2013 na Itália, tricampeã consecutivamente do Campeonato Mundial de Vôlei de Praia Sub-19 nos anos de 2013,2014 e 2016, as primeiras em Portugal e a última no Chipre, bicampeã mundial na categoria Sub-21 nos anos de 2016 e 2017, respectivamente na Suíça e China, também medalhista de prata na categoria Sub-23 de 2013 na Polônia, a medalha de ouro nos Jogos Olímpicos da Juventude de 2014 na China. Já como adulta, foi medalha de ouro nos Jogos Olímpicos de Verão de 2024 na França, no Campeonato Mundial de Voleibol de Praia 2022 na Itália, no World Tour Finals 2018 na Alemanha, nos Jogos Pan-Americanos de 2023 no Chile, e no Campeonato Mundial Militar de 2017 no Brasil.

## Carreira
A trajetória de Duda no voleibol  de praia ocorreu precocemente, seguindo sua mãe Cida Lisboa, que disputou a modalidade e depois foi treinadora, e com apenas 9 anos entrou no esporte. Destacando-se na modalidade, sua mãe a inscreveu na décima sexta etapa de Aracaju  válida pelo Grupo 1 do Circuito Estadual de Vôlei de Praia em 2011, terminando na quinta colocação e  sua mãe em terceiro, sendo que Duda competiu na referida ocasião ao lado de Mônica Silva.
Na temporada de 2012 competiu com Drussyla Costa na edição do Circuito Brasileiro de Vôlei de Praia Sub-21 e conquistaram o bronze na etapa de João Pessoa, e com esta atleta alcançou a quinta posição na edição do Campeonato Mundial de Vôlei de Praia Sub-19 de 2012 em Lárnaca.Em 2013 disputou a edição do Campeonato Mundial Escolar de Vôlei de Praia sediado em Manfredônia e juntamente com  sua parceira Ana Carolina Costa conquistou a medalha de ouro.
Ao lado de Tainá Bigi conquistou o título a etapa de Cabo Frio elo Circuito Brasileiro de Vôlei de Praia Sub-19 de 2013, com esta mesma atleta disputou o Circuito Brasileiro de Vôlei de Praia Sub-19 Verão de 2013 quando venceu a etapa de João Pessoa e também na etapa de Brasília.
Ao lado de Tainá Bigi conquistou os títulos da etapa de Campinas válida pelo Circuito Brasileiro de Vôlei de Praia Sub-21 Verão de 2013 e também na etapa de Brasília.
Com a parceira supracitada também disputou o Circuito Brasileiro de Vôlei de Praia Sub-21 de 2013 conquistando os títulos da etapa de Cabo Frio, da etapa de Campinas,na etapa de Brasília e em Maringá, ocasião que garantiu a primeira colocação geral na competição.
Formou dupla com Thaís Ferreira e conquistou o título da etapa de Aracaju pelo Circuito Brasileiro de Vôlei de Praia Sub-23 de 2013 e com esta jogadora competiu também na edição do Campeonato Mundial de Vôlei de Praia Sub-23 no mesmo ano na cidade de Mysłowice, alcançando a medalha de prata, ao contar com esta participação foi a primeira atleta a disputar os campeonatos mundiais da categoria de base no mesmo ano, somando-se a edição do Campeonato Mundial de Vôlei de Praia Sub-19 na cidade de Porto  que ao lado de Tainá Bigi conquistou a medalha de ouro de forma invicta e sem perder nenhum set, com esta mesma formação de dupla disputou a edição do Campeonato Mundial de Vôlei de Praia Sub-21 na cidade de Umago, ocasião que finalizaram em nono lugar.
Estreou em etapas do Circuito Mundial de Vôlei de Praia  ao final de 2013, quando disputou ao lado de Thaís Ferreira o Aberto de Durban, ocasião que finalizaram na quinta colocação.Com Thaís Ferreira competiu nas etapas do Circuito Brasileiro de Vôlei de Praia Open 2013-14, alcançando os quintos lugares nas etapas de Recife, de Vitória, a nona posição na etapa do Guarujá, depois alcançou a quinta posição na etapa de São Luís ao lado de Liliane Maestrini e também na etapa de Natal, de João Pessoa, além da nona posição na etapa Maceió , destacando nesta edição sendo premiada a Revelação  do referido circuito.
Em 2014 tentou com Tainá Bigi o título na edição Campeonato Mundial de Vôlei de Praia Sub-21 em Lárnaca, mas terminaram a competição novamente em nono lugar, já na edição da categoria Sub-19 no mesmo ano conquistou o bicampeonato ao lado de Andressa Cavalcanti na cidade de Porto.Com Thaís Ferreira conquistou a medalha de bronze na etapa de Macaé válida pelo Circuito Sul-Americano de Vôlei de Praia de 2014.
Formou dupla com Carolina Horta para disputar a edição do Campeonato Mundial de Vôlei de Praia Sub-23 de 2014, realizado em Myslowice, Polônia, e nesta edição finalizaram na nona colocação e com esta atleta competiu na etapa de Atacames pelo Circuito Sul-Americano de Vôlei de Praia 2014-15 e  neste mesmo circuito conquistaram a medalha de ouro também na etapa de Punta Negra pelo Circuito Sul-Americano de Vôlei de Praia 2014-15.
Com Liliane Maestrini obteve a medalha de bronze na edição dos Jogos Sul-Americanos de 2014 realizados  em Santiago. Representou o país ao lado de Ana Patrícia Ramos na edição dos Jogos Olímpicos da Juventude realizados em Nanquim, China, e obtiveram a medalha de ouro,, feito que rendeu-lhes homenagem pelo COB no Prêmio Brasil Olímpico.
Com Tainá Bigi disputou o Circuito Brasileiro de Vôlei de Praia Sub-21 de 2014, e conquistaram os títulos da etapa de Palmas, de Maceió, e de Fortaleza, encerrando com título geral da competição.
Disputou ao lado de Ana Carolina Costa a edição dos Jogos Escolares da Juventude de 2014 realizado nas areias de Cabo Branco, João Pessoa.Ao lado de Carol Horta disputou  etapas no Circuito Brasileiro de Vôlei de Praia Open de 2014-15 alcançando a quinta posição nas etapas de Porto Alegre, João Pessoa e Recife além do quarto lugar na etapa de Fortaleza.Com Liliaane Maestrini conquistou o bronze na edição do Superpraia A.
Atuando com Carol Horta também competiu nas etapas do Circuito Brasileiro de Vôlei de Praia Sub-23 de 2014, sagrando-se campeãs em Ribeirão Preto e em Campinas; e neste mesmo ano , com esta mesma parceria, conquistou o título da etapa de Ribeirão Preto no Circuito Brasileiro de Vôlei de Praia Challenger .
Na temporada de 2015 também disputou ao lado de Tainá Bigi a edição do Circuito Brasileiro de Vôlei de Praia Sub-21 e foram campeãs nas etapas do Rio de Janeiro, de Uberlândia, de João Pessoa, bronze na etapa de Niterói e ao vencerem a última etapa em Manaus conquistaram o tricampeonato brasileiro nesta categoria consecutivamente.
Novamente ao lado de Tainá Bigi disputou etapas do Circuito Brasileiro de Vôlei de Praia Sub-23 de 2015, sagrando-se campeãs nas etapas de Salvador e Rio de Janeiro, também em Campo Grande , foram vice-campeãs na etapa de Vitória e de Brasília, encerrando na terceira posição geral na edição.
Compos parceria com Elize Maia para disputar etapas do Circuito Sul-Americano de Vôlei de Praia de 2015-16, “Súper Etapas”, conquistando a medalha de ouro na quinta etapa realizada em Morón e na sexta etapa em Vicente López.E na temporada de 2015 disputaram etapas do Circuito Mundial de Vôlei de Praia  o Aberto de Puerto Vallarta e conquistaram a medalha de prata, também neste circuito conquistaram a medalha de bronze no Aberto de Praga, por este circuito ainda alcançou o quinto lugar no Aberto de Lucerne.
Jogou ao lado de Elize Maia também na edição do Circuito Brasileiro de Vôlei de Praia Challenger de 2015 conquistando o título na etapa de Vitória conquistaram o quarto lugar na etapa de Chapecó e o título em Cabo Frio conferiu-lhes o título geral do circuito.
Novamente competiu ao lado de Elize Maia pelo Circuito Brasileiro de Vôlei de Praia Open 2015-16 sagrando-se campeãs na etapa de Goiânia e nesta conquista passou a ser a mais jovem atleta a conquistar uma etapa  nacional profissional, vice-campeãs na etapa de Fortaleza, além das terceiras colocações nas etapas de Natal, Bauru, Curitiba e Niterói, além do quarto em Belo Horizonte, mais o quinto lugar na etapa do Rio de Janeiro e foi premiada como a Atleta que mais evoluiu no referido circuito; também alcançaram o quarto lugar na edição do Superpraia de 2016, realizado em João Pessoa .
Com Eliza Maia conquistou a medalha de ouro no Aberto de Maceió pelo Circuito Mundial de Vôlei de Praia de 2016, também passaram na classificatória do Grand Slam do Rio de Janeiro finalizaram na vigésima quinta colocação, além do nono lugar na o Aberto de Vitória, alcançando o título também no Aberto de Fortaleza, obtiveram a vigésima quinta colocação no Major Series de Gstaad, a décima sétima colocação no Major Series de Porec, os nonos lugares no Major Series de Hamburgo e no Grand Slam de Long Beach, quinta posição no Grand Slam de Moscou e alcançaram ainda o quarto lugar no Grand Slam de Olsztyn e a boa temporada rendeu-lhe o prêmio de Melhor Novata do Circuito Mundial de 2016.
Representou o país ao lado de Victória Tosta na edição do Campeonato Mundial de Vôlei de Praia Sub-19 de 2016, este realizado em Lárnaca e conquistou  o tricampeonato, sendo a primeira jogadora a obter este feito; e  ao lado de Ana Patrícia Ramos disputou a edição do Campeonato Mundial de Vôlei de Praia Sub-21 de 2016 em Lucerna, Suíça, e conquistaram a medalha de ouro alcançando o bicampeonato na edição de 2017 sediado em Nanquim.E ao lado desta atleta conquistou o vice-campeonato na etapa do Rio de Janeiro do Circuito Brasileiro de Vôlei de Praia Sub-23 de 2016.
Com Elize Maia alcançou a quinta colocação na etapa de Campo Grande pelo Circuito Brasileiro de Vôlei de Praia Open 2016-17, no mesmo circuito alcançou a décima terceira posição com Tainá Bigi na etapa de Brasília e com esta atleta conquistou o bronze na etapa de Uberlândia, o quinto lugar na etapa de Curitiba; e visando o novo ciclo olímpico formou dupla com Ágatha Bednarczuk e tendo como técnica Letícia Pessoa na etapa de João Pessoa e nesta ocasião conquistou o título, foram vice-campeãs na etapa de Maceió e também em Aracaju e finalizando com o bronze na etapa de Vitória, juntas ainda sagraram-se campeãs da edição do Superpraia de 2017 em Niterói.
Com Ágatha Bednarczuk disputou a temporada de 2017 do Circuito Mundial de Vôlei de Praia conquistando o vice-campeonato no torneio em For Lauderdale na categoria cinco estrelas, obtendo o título na etapa do Rio de Janeiro, categoria quatro estrelas,  além dos bronzes nas etapas de Haia e Moscou, ambas categoria três estrelas, alcançando na categoria cinco estrelas o quinto lugar na etapa de Gstaad e o décimo sétimo lugar na etapa de Porec, já na categoria quatro estrelas também foram terceiras colocadas em Olsztyn; na edição do Campeonato Mundial de Vôlei de Praia de 2017 em Vienna finalizaram na décima sétima colocação e  foram medalhistas de prata na edição do FIVB World Tour Finals de 2017 disputada em Hamburgo.Juntas disputaram a edição do Desafio Gigantes da Praia 2017 realizado no Rio de Janeiro, ocasião que sagraram-se campeãs e ainda competiram juntas na segunda edição do Campeonato Mundial Militar de Vôlei de Praia em 2017 no Rio de Janeiro e conquistaram a medalha inédita medalha de ouro para o naipe feminino foi premiado como a Melhor Jogadora (MVP) da competição.
Ao lado de Ágatha Bednarczuk iniciou a temporada 2017-18 do Circuito Brasileiro de Vôlei de Praia Open alcançando o quarto lugar na etapa de Campo Grande, vice-campeãs na etapa de Natal e o bronze na etapa de Itapema.
Na temporada de 2018 do Circuito Mundial alcançou a nona posição na etapa de Haia, categoria quatro estrelas, novamente competindo com Ágatha Bednarczuke juntas competiram na edição do FIVB World Tour Finals de 2018 realizado em Hamburgo conquistaram a medalha de ouro e foram a dupla campeã de todo Circuito Mundial de 2018, entrando para a história com 20 anos de idade foi a mais jovem a vencer o circuito mundial, marca que detinha Sandra Pires que venceu quando tinha 21 anos de idade. Em 2021, depois de um torneio nos Jogos Olímpicos abaixo da média, caindo nas oitavas, a dupla se separou.
Em 2022, ao lado novamente de Ana Patrícia Ramos, conquistou o ouro no Campeonato Mundial em Roma.
Em 2024, ao lado de Ana Patrícia, conquistou o ouro nos Jogos Olímpicos de Verão de 2024 em Paris.

## Títulos e resultados
- Elite 16 de Brasília do Circuito Mundial de 2024
- Elite 16 de João Pessoa do Circuito Mundial de 2023
- Elite 16 de Paris do Circuito Mundial de 2023
- Elite 16 de Hamburgo do Circuito Mundial de 2023
- Elite 16 de Gstaad do Circuito Mundial de 2023
- Elite 16 de Ostrava do Circuito Mundial de 2023
- Elite 16 de Gstaad do Circuito Mundial de 2022
- Elite 16 de Uberlândia do Circuito Mundial de 2022
- Finais do Circuito Mundial de 2018
- Elite 16 de Tepic do Circuito Mundial de 2023
- Elite 16 de Uberlândia do Circuito Mundial de 2023
- Elite 16 de Cidade do Cabo do Circuito Mundial de 2022
- Elite 16 de Paris do Circuito Mundial de 2022
- Elite 16 de Jūrmala do Circuito Mundial de 2022
- Etapa do Aberto de Moscou de 2018
- Etapa do Aberto de Varsóvia de 2018
- Etapa do Aberto de Itapema de 2018
- Etapa do Aberto do Rio de Janeiro de 2017
- Etapa do Major Series de Fort Lauderdale de 2017
- Etapa do Aberto de  Olsztyn de 2017
- Etapa do Aberto de Haia de 2017
- Etapa do Aberto de Moscou de 2017
- Etapa do Aberto de Fortaleza de 2016
- Etapa do Aberto de Maceió de 2016
- Elite 16 de Ostrava do Circuito Mundial de 2024
- Etapa do Grand Slam de Olsztyn de 2016
- Etapa do Aberto de Puerto Vallarta de 2015
- Etapa do Aberto de Praga de 2015
- Desafio Gigantes da Praia de 2017[85]
- Etapa de Vicente López do Circuito Sul-Americano de Vôlei de Praia:2015-16[60]
- Etapa de Morón  do Circuito Sul-Americano de Vôlei de Praia:2015-16[59]
- Etapa de Punta Negra do Circuito Sul-Americano de Vôlei de Praia:2014-15[37]
- Etapa de Atacames do Circuito Sul-Americano de Vôlei de Praia:2014[36]
- Etapa de Macaé do Circuito Sul-Americano de Vôlei de Praia:2014[33]
- Etapa de Natal do Circuito Brasileiro de Vôlei de Praia Open:2017-18 [89]
- Etapa de Itapema do Circuito Brasileiro de Vôlei de Praia Open:2017-18[90]
- Etapa de Aracaju do Circuito Brasileiro de Vôlei de Praia Open:2017-18 [88]
- Superpraia:2017[83]
- Etapa de João Pessoa do Circuito Brasileiro de Vôlei de Praia Open:2016-17[78]
- Etapa de Aracaju do Circuito Brasileiro de Vôlei de Praia Open:2016-17[80]
- Etapa de João Pessoa do Circuito Brasileiro de Vôlei de Praia Open:2016-17[79]
- Etapa de Vitória do Circuito Brasileiro de Vôlei de Praia Open:2016-17[81]
- Etapa de Uberlândia do Circuito Brasileiro de Vôlei de Praia Open:2016-17[76]
- Superpraia:2016[66]
- Etapa de Goiânia do Circuito Brasileiro de Vôlei de Praia Open:2015-16[1]
- Etapa de Fortaleza do Circuito Brasileiro de Vôlei de Praia Open:2015-16[1]
- Etapa de Niterói do Circuito Brasileiro de Vôlei de Praia Open:2015-16[1]
- Etapa de Curitiba do Circuito Brasileiro de Vôlei de Praia Open:2015-16[1]
- Etapa de Natal do Circuito Brasileiro de Vôlei de Praia Open:2015-16[22]
- Etapa de Bauru do Circuito Brasileiro de Vôlei de Praia Open:2015-16[1]
- Etapa de Belo Horizonte do Circuito Brasileiro de Vôlei de Praia Open:2015-16[22]
- Superpraia A:2014[46]
- Etapa de Fortaleza do Circuito Brasileiro de Vôlei de Praia Open:2014-15[22]
- Circuito Brasileiro de Voleibol de Praia - Challenger:2015[63]
- Etapa de Cabo Frio do Circuito Brasileiro de Voleibol de Praia - Challenger:2015[63]
- Etapa de Chapecó do Circuito Brasileiro de Voleibol de Praia - Challenger:2015[63]
- Etapa de Vitória do Circuito Brasileiro de Voleibol de Praia - Challenger:2015[62]
- Etapa de Ribeirão Preto do Circuito Brasileiro de Voleibol de Praia - Challenger:2014[49]
- Etapa do Rio de Janeiro do Circuito Brasileiro de Vôlei de Praia Sub-23:2016[73]
- Circuito Brasileiro de Voleibol de Praia Sub-23:2015[1]
- Etapa de Salvador do Circuito Brasileiro de Vôlei de Praia Sub-23:2015[55]
- Etapa de Campo Grande do Circuito Brasileiro de Vôlei de Praia Sub-23:2015[56]
- Etapa de Rio de Janeiro do Circuito Brasileiro de Vôlei de Praia Sub-23:2015[55]
- Etapa de Brasília do Circuito Brasileiro de Vôlei de Praia Sub-23:2015[58]
- Etapa de Vitória do Circuito Brasileiro de Vôlei de Praia Sub-23: 2015[57]
- Etapa de Campinas do Circuito Brasileiro de Vôlei de Praia Sub-23:2014[48]
- Etapa de Ribeirão Preto do Circuito Brasileiro de Vôlei de Praia Sub-23:2014[47]
- Etapa de Aracaju do Circuito Brasileiro de Vôlei de Praia Sub-23:2013[17]
- Circuito Brasileiro de Voleibol de Praia Sub-21: 2015[54]
- Etapa do Manaus Circuito Brasileiro de Vôlei de Praia Sub-21: 2015[54]
- Etapa do João Pessoa Circuito Brasileiro de Vôlei de Praia Sub-21: 2015[53]
- Etapa do Rio de Janeiro Circuito Brasileiro de Vôlei de Praia Sub-21: 2015[50]
- Etapa de Uberlândia do Circuito Brasileiro de Vôlei de Praia Sub-21: 2015[51]
- Etapa de Maringá do Circuito Brasileiro de Vôlei de Praia Sub-21: 2015[54]
- Circuito Brasileiro de Voleibol de Praia Sub-21:2014[44]
- Etapa de Fortaleza do Circuito Brasileiro de Vôlei de Praia Sub-21: 2014[44]
- Etapa de Maceió do Circuito Brasileiro de Vôlei de Praia Sub-21: 2014[43]
- Etapa de Palmas do Circuito Brasileiro de Vôlei de Praia Sub-21: 2014[42]
- Circuito Brasileiro de Voleibol de Praia Sub-21:2013[15]
- Etapa de Maringá do Circuito Brasileiro de Vôlei de Praia Sub-21:2013[15]
- Etapa de Brasília do Circuito Brasileiro de Vôlei de Praia Sub-21:2013[14]
- Etapa de Campinas do Circuito Brasileiro de Vôlei de Praia Sub-21:2013[13]
- Etapa de Cabo Frio do Circuito Brasileiro de Vôlei de Praia Sub-21:2013[12]
- Etapa de Brasília do Circuito Brasileiro de Vôlei de Praia Sub-21 (Verão):2013[11]
- Etapa de Campinas do Circuito Brasileiro de Vôlei de Praia Sub-21 (Verão):2013[10]
- Etapa de João Pessoa do Circuito Brasileiro de Vôlei de Praia Sub-21:2012[4]
- Circuito Brasileiro de Voleibol de Praia Sub-19:2013[7]
- Etapa de Cabro Frio do Circuito Brasileiro de Vôlei de Praia Sub-19:2013[7]
- Etapa de Brasília do Circuito Brasileiro de Vôlei de Praia Sub-19 (Verão):2013[9]
- Etapa de João Pessoa do Circuito Brasileiro de Vôlei de Praia Sub-19 (Verão):2013[8]
- Jogos Escolares da Juventude:2014[45]

## Premiações individuais
- MVP do Campeonato Mundial Militar de 2017[87]
- Melhor Novata do Circuito Mundial de Vôlei de Praia de 2016[69]
- Atleta que mais evoluiu do Circuito Brasileiro de Vôlei de Praia Open 2015-16[65]
- Revelação do Circuito Brasileiro de Vôlei de Praia Open 2013-14[30]